# Машинска индустрија Ниш
МИН - Машинска Индустрија Ниш је холдинг корпорација која се бави са енергетиком, рударством, процесном техником, опремом за пољопривреду и програмом за железницу.

## Историја
МИН је основана 1884. као радионица за одржавање и ремонт железничких возила. Са временом је добила сопствену ливницу челика, сивог лива и обојених метала, ковачницу, пресер и тако способна за све врсте прераде метала. Има властити институт и лабораторију.
Данас МИН има погоне у Сврљигу, Гаџином Хану, Житорађи, Мерошини и Великом Боњицу. Окосницу производње чини железнички програм, термоенергетска постројења, транспортни системи и израдња и монтажа железничких мостова. Седиште МИН Холдинга је у Нишу.

## Железнички програм
Машинска индустрија Ниш у склопу железничког програма производи локомотиве, путничкие и теретне вагоне, мостове и скретнице. Али често обавља и ремонт дотрајаних возила, што је више од једног века дуга традиција. До 2007. МИН је обновио више од 10 хиљада типова локомотива, 20 хиљада путничких и спавачих вагона и преко 100 хиљада теретних вагона и цистерни.
За мрежу Југословенских железница (JŽ) био је искључиви ремонтер дизел-локомотива.
Са улагањем у производњу шинских возила, МИН данас производи 50 врсти вагона и цистерни. Такође производе дизел-локомотиве до снаге 736 kW и моторне дресине до снаге 165 kW.
МИН - Машинска Индустрија Ниш је холдинг корпорација која се бави са енергетиком, рударством, процесном техником, опремом за пољопривреду и програмом за железницу.

## Историја
МИН је основана 1884. као радионица за одржавање и ремонт железничких возила. Са временом је добила сопствену ливницу челика, сивог лива и обојених метала, ковачницу, пресер и тако способна за све врсте прераде метала. Има властити институт и лабораторију.
Данас МИН има погоне у Сврљигу, Гаџином Хану, Житорађи, Мерошини и Великом Боњицу. Окосницу производње чини железнички програм, термоенергетска постројења, транспортни системи и израдња и монтажа железничких мостова. Седиште МИН Холдинга је у Нишу.

## Чланице Холдинга до уласка у процес приватизације
- ЛИВ МИН
- МИН Сиви лив
- МИН Обојени метали
- МИН Моделара
- МИН Ковачница
- МИН Прес
- МИН Сврљиг
- МИН Изградња
- МИН Локомотива
- МИН Вагонка
- МИН Челик
- МИН АГХ
- МИН ФАМ
- МИН Пројекат
- МИН Специјална возила
- МИН Метал Мерошина
- МИН Балкан
- МИН Монт
- МИН Опрема
- МИН Фитип
- МИН Инжењеринг
- МИН Технопроцес
- МИН Ниш Монт
- МИН ОМИН
- МИН Јединство
- МИН Комерц
- МИН Институт
- МИН Инспект
- МИН Скретнице
- МИН ЕРЦ
- МИН Заштита
- МИН Гас

## Приватизација чланица Холдинга
Прва чланица Холдинга која је кренула у процес приватизације је МИН Скретнице, по величини тада средње предузеће у саставу Холдинга. Јавном аукцијом предузеће Фослох Когифер из Француске купује августа 2003. 25,56% друштвеног капитала предузећа МИН Скретнице Ниш и 63,48% капитала МИН Холдинг Ниш за 2.528.000 динара. Укупна куповина је 89,04% капитала предузећа а остатак капитала пренео се на запослене без накнаде.
Пољско предузеће КОПЕКС а. д. (pol. KOPEX SA, https://web.archive.org/web/20110110030224/http://www.kopex.com.pl/) из града Катовице купило је дана 26. јула 2007. јавном аукциом чланице Холдинга МИН Фитип за 266.471.262 динара., МИН Монт за 28.068.406 динара, МИН Опрема за 135.460.331 динара и 30. новембра 2007 МИН Сиви лив за 38.000.000 динара
МИН Локомотива продата је 21. јануара 2007. фирми Интернашонал Раилвеј Системс за 55.495.000 динара МИН Вагонка за 59.700.000 динара, а МИН Специјална возила за 8.683.000 динара.
МИН ФАМ продата је 11. октобра 2007. фирми Интерраст Холдинг БГ за 67.389.00 динара, 7. март 2008. МИН Инжењеринг за 24.897.000 динара, ад ЛИВ МИН 30.11.2007 за 15.722.000 динара, МИН Обојени метали 30.11.2007 за 11.700.000 динара
МИН Пројект продата је 28. децембра 2006. годије конзорцијуму Дмитра Шегрта и Мин Холдинг Пројект за 18.226.000 динара.
МИН Ковачница продата је 26.04.2007. године предузећу МИНГ DOO 16.212.000 динара.
МИН Сврљиг продата је 27.06.2007. године предузећу ДИВ ДОО за 48.892.000 динара.
МИН АГХ у Гаџином Хану продат је 31.02.2006. године конзорцијуму Зорана Тасића и МИН АГХ за 12.735.000 динара.
МИН Метал из Мерошине протат је 25. јануара 2008. године предузећу Деникомерц ДОО за 12.600.000 динара.
МИН Челик у Житорађи продат је 30.11.2006 конзорцијуму Томислава Војнића Пурчара и МИН Челика 33.231.000 динара.
У новембру 2009. години раскинут је купопродајни уговор за предузећа МИН Локомотива, МИН Вагонка и Специјална возила а у 2010. и предузећима ЛИВМИН и МИН Обојени метали.

## Утицај приватизације на чланице МИН Холдинга
Чланице МИН Холдинга су настале у социјалистичко време и примери су социјалистичких предузећа у којима су се могу видети исти проблеми. Највећи проблем је превелики број запошљених али и застарелост технологија. 
МИН је већ дуже био један од најважнијих ослонаца града што се тиче запосљења. 1998 број запошљених био је 8.723 а 2005 је тај број опао на свега 3.978. Приватизација која је уследила након 2005 довела је до даљег пада. Нова предузећа су након испоштовања социјалног програма наставили отпуштања
Некадашња чланица Холдинга МИН Скретнице данас послује под именом „Vossloh Min Skretnice“ АД Ниш. Период прилагођавања и отпуштања је прошао тако да сада предузеће успешно ради. Број запошљених који је у тренутку приватизације износио 427. спао је на свега 103 радника (стање за 2009. годину). Компанија Фослох се бави само производњом скретница за железницу. Тако да су 01. јуна 2005. године издвојени погони за производњу комуналне и спортске опреме и продати немачкој компанији Шолц. Име новонасталог предузећа је БОЛК СИГНАЛ ДОО Ниш.
Цена по којој је купљено 89,04% предузећа је спорна јер по анализи, која је урађена на захтев мањинских акционара предузеће је купљено по цени која је 20,5 пута мања од тржишне вредности. Тако да мањински акционари захтевају ревизију приватизације.